# HD 276
HD 276 — звезда в созвездии Южной Гидры на расстоянии около 273 световых лет от нас.

## Характеристики
HD 276 — звезда 7,566 величины, невидимая невооружённым глазом. Впервые в астрономической литературе она упоминается в каталоге Генри Дрейпера, изданном в начале XX века. Это жёлто-белый карлик, имеющий массу, равную 1,35 массы Солнца. Возраст звезды оценивается приблизительно в 2,2 миллиарда лет. Планет в данной системе пока обнаружено не было.